# Governador Lomanto Júnior
Governador Lomanto Júnior är en kommun i Brasilien.   Den ligger i delstaten Bahia, i den östra delen av landet, 900 km öster om huvudstaden Brasília. Antalet invånare är 6 453.
Omgivningarna runt Governador Lomanto Júnior är en mosaik av jordbruksmark och naturlig växtlighet. Runt Governador Lomanto Júnior är det tätbefolkat, med 356 invånare per kvadratkilometer.